# 托马斯·麦吉本
托马斯·麦吉本（英語：Thomas McKibbon，1939年10月29日—），美国男子赛艇运动员。他曾代表美国参加1971年泛美运动会赛艇比赛，获得一枚铜牌。他也曾参加1972年夏季奥运会。